# Louis Jean Pascal
Pour les articles homonymes, voir Pascal.
Ne doit pas être confondu avec Jean-Louis Pascal.
Louis Jean Pascal est un homme politique français né le 28 décembre 1812 aux Arcs (Var) et mort le 3 août 1867 à Genève (Suisse).

## Biographie
Louis Jean François Pascal naît le 28 décembre 1812 aux Arcs. Il est le fils de Jean-Antoine Pascal et de son épouse, Thérèse Marie Voiranne.
Avocat à Aix-en-Provence, il plaide surtout dans des procès politiques. Installé à Marseille, il y crée en 1840 un journal radical, L’Ère Nouvelle. Il est député des Bouches-du-Rhône de 1848 à 1849, siégeant à l'extrême gauche.
Il meurt le 3 août 1867 à Genève, en Suisse.

## Sources
- « Louis Jean Pascal », dans Adolphe Robert et Gaston Cougny, Dictionnaire des parlementaires français, Edgar Bourloton, 1889-1891 [détail de l’édition]